# Шлыков, Андрей Александрович
Андрей Александрович Шлыков — российский музыкальный продюсер, создатель вместе с Андреем Грозным одной из первых женских групп в России — группы «Блестящие». Также являлся продюсером: Жанны Фриске, Анны Семенович (бывших солисток группы «Блестящие»), группы «Амега», продюсирует группу «Баунти». Назван лучшим музыкальным продюсером 2005 года. Управляющий партнёр и Коммерческий директор ивент-компании «Евроконцерт».

## Биография
Андрей Шлыков родился 15 июня 1966 года в Москве. Служил в Серпухове, в военном оркестре. Там же познакомился с Андреем Грозным, с которым в дальнейшем стал сотрудничать.
В начале 1989 года вместе с Грозным и Сергеем Огурцовым (Лемо́хом) стал участником рок-группы «Кармен», выступая на разогреве у певца Дмитрия Маликова. Летом после концерта в Магнитогорске менеджер музыкального центра «Союз», Константин Гончарук, пригласил музыкантов на студию группы «Дюна» в Долгопрудном, чтобы записать несколько новых песен для певца Владимира Мальцева, директора того же центра. На студию также приехал аранжировщик Богдан Титомир, чтобы помочь композитору Лемо́ху с написанием песни «Париж, Париж». После недолгих раздумий была создана группа Владимира Мальцева, в которую вошли Лемо́х, Титомир, Грозный и Шлыков. В сентябре во время возвращения группы Мальцева со съёмок первого выпуска программы «50/50» в скором поезде «Москва — Витебск» Титомир и Лемо́х решили объединиться в дуэт «Кар-Мэн» и играть музыку в стиле «экзотик-поп».
С 1990 по 1992 год вместе с клавишником Грозным работал в джаз-коллективе «4А» в ресторане «День и ночь» на «Коломенской».
В 1992 году вместе с Грозным и вокалистом Кристианом Рэем основал новую рэп-группу «МФ-3», название которой расшифровывается как «МегаФорс-3», поскольку в первом составе было три человека: солист Рэй и два танцора. Автором текстов песен был Рэй, а за музыку отвечал Грозный. Шлыков занимал в группе должность менеджера и концертного директора. Широкую известность получили такие композиции, как «Делай БЭП», «Круг луны, знак любви» (дуэт с Кристиной Орбакайте) и «Наше поколение», ставшее «гимном поколения 90-х». В 1997 году Рэй уволил Шлыкова, поскольку последний стал меньше уделять времени группе.
Весной 1996 года Шлыков вместе с Грозным основал женскую поп-группу «Блестящие». Грозный стал музыкальным продюсером группы, а Шлыков — её менеджером. Проект стал русским аналогом британской поп-группы Spice Girls. В первоначальный состав вошли: солистка Ольга Орлова и две бэк-вокалистки и танцовщицы Варя и Полина. Тексты для дебютного альбома «Там, только там» написал Кристиан Рэй, а его релиз состоялся 11 апреля 1997 года. Впоследствии стала одной из самых популярных женских групп на российской эстраде.
В 1998 году вместе с Грозным создал группу «Амега».
В 2001 году Шлыков стал заместителем гендиректора продюсерского центра «Медиастар», который производил телепродукцию для музыкальных телеканалов «MTV Россия» и «Муз-ТВ».
В 2002 году Шлыков был руководителем в продюсерском центре холдинга BIZ Enterprises (в состав которого входили «MTV Россия» и радиостанция «Хит FM»).
В 2003 году Шлыков стал заместителем гендиректора гастрольно-концертного объединения «Росконцерт», дочернего предприятия «Русской медиагруппы».
В конце 2003 года продолжил работать в качестве продюсера с Жанной Фриске, которая покинула группу «Блестящие».
В 2012 году Шлыков начал сотрудничество с певицей Леной Максимовой (бывшая участница группы Reflex), готовил её к отборочному туру Евровидения-2012. Максимова прошла в финал и стала лауреатом. Также в том году Шлыков стал продюсером группы «ManChester» — солист которой, Сергей Ревтов, стал лауреатом музыкального шоу «Фактор А».
В июне 2012 года вместе с Дмитрием Городжим стал учредителем компании «Евроконцерт».

## Проекты Шлыкова и Грозного
- «Блестящие»
- Виктор Салтыков
- «Баунти»
- Катя Баженова

- «MФ-3» (группа, лидером которой являлся певец и автор песен Кристиан Рэй)
- «Амега»
- Жанна Фриске